# Olympiakós Le Pirée
L'Olympiakós est un club omnisports grec,,, situé au Pirée.

## Sections sportives

### Football
La section football de l'Olympiakos est l'un des grands clubs de football en Grèce et est l'un des 4 clubs grecs à n'être jamais descendus à l'échelon inférieur. C'est aussi le club de football grec le plus titré avec 48 titres de champion de Grèce, 29 Coupes de Grèce,  4 Supercoupes de Grèce, 1 Coupe des Balkan et 1 Ligue Conférence de l'UEFA
En 1981, 21 de ses fans sont morts écrasés dans le stade à la suite d'un mouvement de foule dans l'escalier de la Porte 7 (Gate 7, θύρα 7) restée fermée par erreur. Cette tragédie est commémorée chaque année et les supporteurs y font très souvent allusion.

### Handball
La section de handball (Olympiacos H.C. (en)) a remporté le Championnat de Grèce masculin de handball en 2018, 2019, 2022, 2024 et 2025 et la Coupe de Grèce masculine de handball en 2018, 2019 et 2023. A également remporté la Super Coupe en 2022, 2023 et 2024.

## Autres sports
Athlétisme
- 15 Championnat de Grèce open masculin d'athlétisme[5]: 2006, 2007, 2008, 2009, 2010, 2011, 2012, 2013, 2014, 2016, 2017, 2018, 2019, 2020, 2022
- 1 Championnat des clubs de Grèce  athletism masculin: 2000[6]
- 11 Championnat de Grèce indoor masculin d'athlétisme : 2010[7], 2011, 2012, 2013, 2015[8], 2016[9], 2017[10], 2018, 2019, 2020, 2022
- 12 Championnat de Grèce masculin de cross country : 1965[11], 1966[12], 1967[13], 1984[14], 2003[15], 2005[16], 2007[17], 2008[18], 2009[19], 2010[20], 2011[21], 2013
- 1 Championnat de Grèce indoors féminin d'athlétisme[5]: 2010

Boxe
- 8 Championnat de Grèce masculin : 1970, 1985[22], 2017, 2018[23], 2019, 2021, 2022, 2024
- 4 Championnat de Grèce féminin : 2012[24], 2015[25], 2023, 2024

Canoë-kayak
- 1 Championnat de Grèce : 2018[26]

Gymnastique
- 1 Championnat de Grèce masculin : 1971[27]

Lutte
- 1 CELA coupe masculine : 2006[28]
- 2 Championnat de Grèce masculine : 1976[29], 2006

Natation
- 66 Championnat de Grèce Open[30]: 1929, 1930, 1931, 1932, 1933, 1934, 1937, 1960, 1961, 1962, 1967, 1969, 1970, 1971, 1972, 1973, 1974, 1975, 1976, 1977, 1978, 1979, 1980, 1981, 1982, 1983, 1984, 1985, 1986, 1988, 1989, 1990, 1991, 1992, 1993, 1994, 1996, 1997, 1998, 1999, 2000, 2001, 2002, 2003, 2004, 2005, 2006, 2007, 2008, 2009, 2010, 2011, 2012, 2013, 2014, 2015, 2016, 2017, 2018, 2019, 2020, 2021, 2022, 2023, 2024, 2025
- 4 coupe de clubs: 1997[31], 1998[32], 1999[33], 2001[34]
- 10 Championnat de Grèce de nage en eau libre: 2010[35], 2015[36],[37], 2016[38], 2017[39], 2018[40], 2019, 2020, 2021, 2022, 2023
- 1 supercoupe de Grèce : 2015[41]
- 1 Championnat de Grèce masters[Quoi ?] : 2017[42]
- 1 Championnat de Grèce masters[Quoi ?] de nage en eau libre : 2017

Plongée
- 9 Championnat de Grèce : 1961, 1962, 1963, 1964, 1965, 1966, 1967, 1970, 1971[43]

Tennis de table
- 1 ETTU Europe Trophy masculin : 2023
- 18 Championnat de Grèce masculin[44]: 1971, 1972, 1973, 1974, 1976, 1977, 1978, 1980, 2004, 2005, 2014, 2016, 2017, 2018, 2022, 2023, 2024, 2025
- 7 Coupe de Grèce : 1971, 1972, 2003, 2004, 2005, 2008, 2022
- 30 Championnat de Grèce féminin[45]: 1954, 1955, 1956, 1957, 1958, 1959, 1960, 1961, 1962, 1964, 1965, 1976, 1977, 1978, 1979, 1981, 1982, 1983, 2000, 2001, 2002, 2005, 2006, 2007, 2009, 2018, 2021, 2022, 2023, 2024, 2025
- 11 Coupe de Grèce féminine : 1965, 1966, 1983, 1984, 1985, 1986, 2001, 2005, 2006, 2007, 2008

Voile
- 1 Championnat de Grèce : 1954[46],[47]